# Hombre de Piltdown

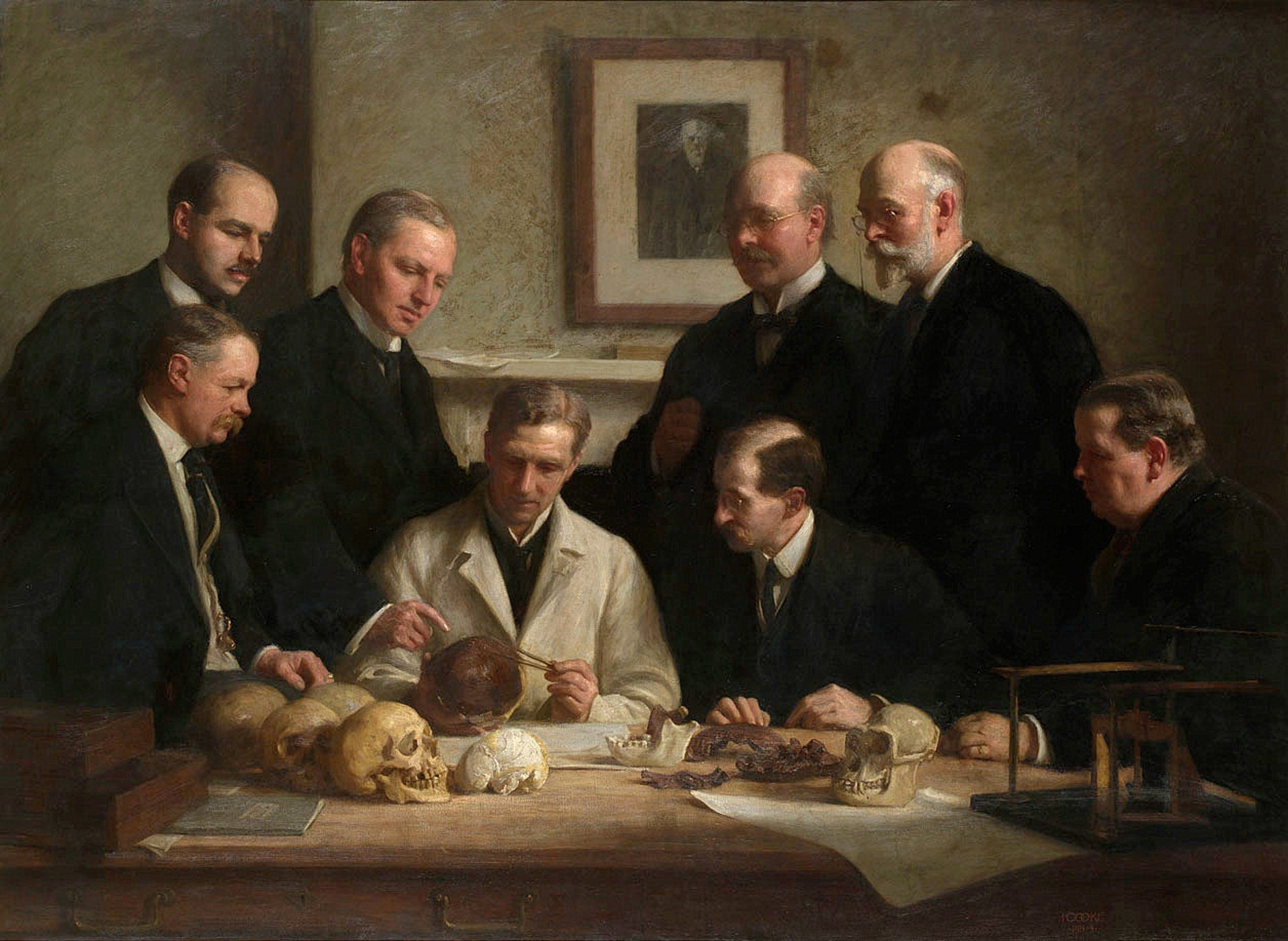
Retrato de grupo durante el examen del cráneo de Piltdown. Fila de atrás (de izquierda a derecha): F. O. Barlow, G. Elliot Smith, Charles Dawson y Arthur Smith Woodward. Fila de delante: A. S. Underwood, Arthur Keith, W. P. Pycraft y Ray Lankester. El retrato en la pared es de Charles Darwin. Pintura de John Cooke (1915)

El hombre de Piltdown es conocido por ser uno de los mayores fraudes en la historia de la paleoantropología, principalmente porque se creyó verdadero durante más de cuarenta años, desde que se anunciara su descubrimiento en 1912 hasta 1953, cuando el fraude fue finalmente expuesto.

## Historia

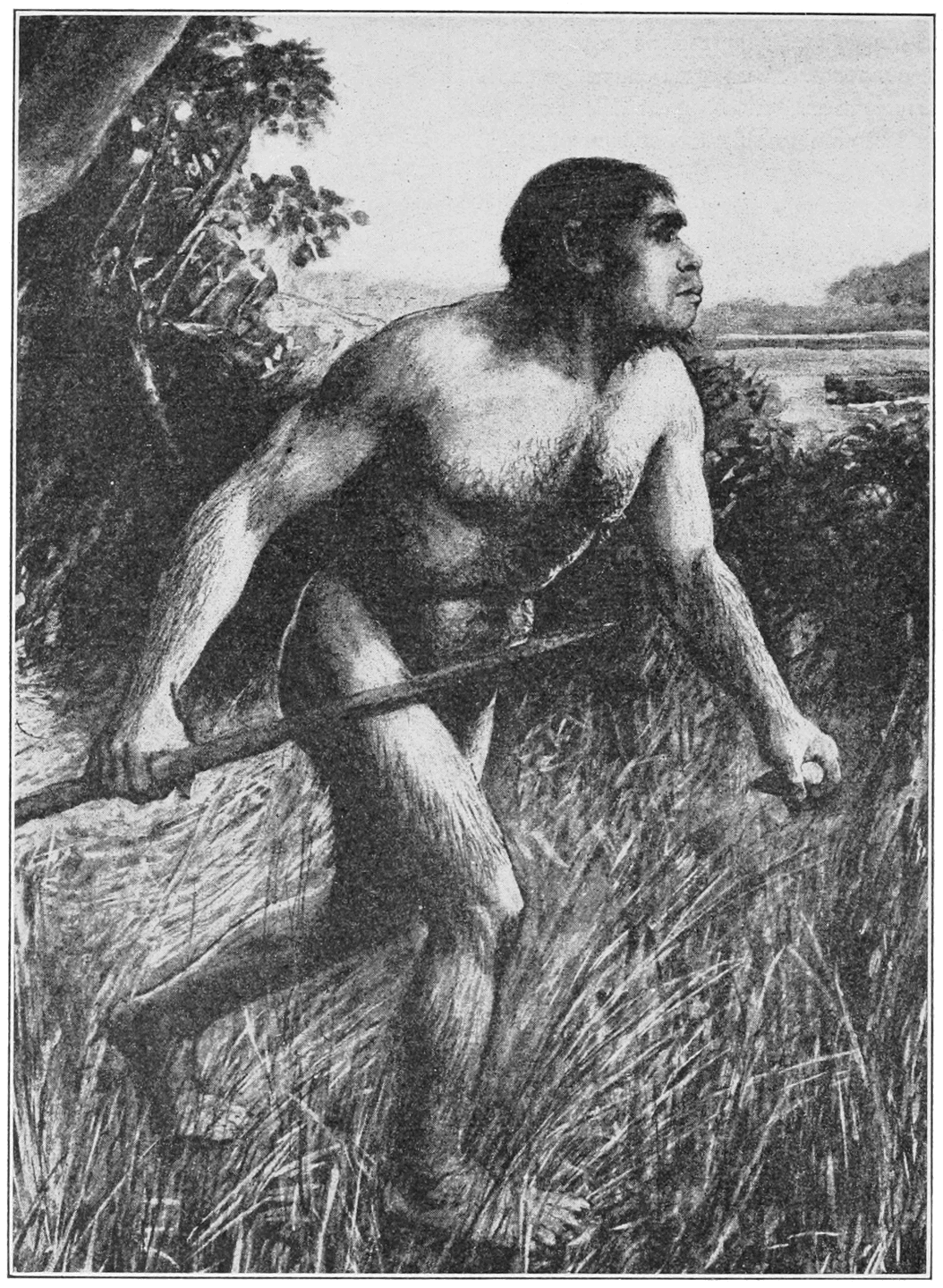
Una reconstrucción de 1913 de Eoanthropus dawsoni

La historia de esta falsificación comenzó y se basó en unos restos óseos (en concreto un cráneo parcial, un diente suelto y una mandíbula con dientes) supuestamente descubiertos en Inglaterra en 1908, en Piltdown, un pueblo de Sussex. Un obrero los encontró en una cantera, y se los entregó al arqueólogo aficionado Charles Dawson, que los presentó, junto con el eminente paleontólogo Smith Woodward (del Museo Británico), en la Sociedad Geológica de Londres.
Durante años, se mantuvo el debate sobre el origen de estos restos, y la prensa dijo que muy probablemente correspondieran al eslabón perdido, denominándolo Eoanthropus dawsonii. Estos restos fueron aceptados por la comunidad científica sin mayores análisis, debido principalmente a que era perfecto e idéntico a la idea de aquella época sobre el eslabón perdido. La idea de esa época era que el eslabón tenía que haber tenido un gran cerebro, pero igualmente presentar rasgos simiescos y evolucionar posteriormente a una apariencia humana, idea contraria a la demostrada ahora con los estudios de los fósiles verdaderos.

## Descubrimiento del fraude
No obstante, comenzaron a surgir cada vez más dudas sobre la antigüedad y el origen de esos restos. Finalmente, el dentista A.T. Marston determinó que la mandíbula de ese esqueleto correspondía a un orangután, el diente suelto a un mono y el cráneo a un homínido (Homo sapiens). A partir de entonces, los análisis del contenido en flúor de los huesos demostraron que el enterramiento había sido intrusivo, así como que el color ferruginoso oscuro de los huesos se debía a un tratamiento químico para uniformar las diferencias de color entre la mandíbula (más moderna) y el cráneo (más antiguo). Nadie sabe quién cometió el fraude, y algunos lo atribuyen a los descubridores originales, señalando sobre todo a Dawson, motivado por el hecho de que en las islas británicas no había sido descubierto ningún fósil humano, mientras que en el resto de Europa, y fundamentalmente en África, sí. Sin embargo, el profesor Douglas dejó a su muerte una cinta magnética en la que señalaba que el autor de la falsificación había sido el archifamoso William Johnson Sollas, que pretendía con ello desprestigiar a su rival Woodward.[cita requerida] A pesar del fraude, se ha erigido, por suscripción popular, en el lugar donde se descubrieron los huesos, un monumento honorífico a estos restos. El propio Woodward asistió a la inauguración.
Igualmente, existen teorías diversas que han atribuido la invención a algunos de los hombres más famosos de la época, incluyendo a Arthur Conan Doyle y a Teilhard de Chardin.
Por mucho tiempo se acusó a Dawson de ser el único culpable en el engaño, pero Gould asegura que su investigación muestra que Teilhard, que acababa de ser ordenado sacerdote y que en ese entonces estaba estudiando paleontología, participó en la “conspiración de Piltdown”. Gould dice que algunos de los huesos que se encontraron en las fosas de Piltdown provenían de países en los cuales Teilhard había recogido especímenes en viajes anteriores. Además, en las cartas que Teilhard envió a uno de los científicos que descubrieron el engaño, Gould afirma que Teilhard mintió para ocultar su participación en la intriga.

## En la cultura popular
«El hombre de Piltdown» es el nombre con el que se conoce a cierta sección de la obra del compositor británico Mike Oldfield llamada Tubular Bells, compuesta en 1973. La sección «El Hombre de Piltdown» fue el resultado de la petición que su discográfica (Virgin Records) le hizo con el fin de añadir una parte vocal a Tubular Bells. En dicha parte, el compositor citado distorsiona su voz para crear un timbre que puede aludir a sonidos simiescos.
El cantautor barcelonés Juan Gómez (El Sobrino del Diablo) publicó la canción «El Hombre de Piltdown» en su disco El cerdo, el mono y el Yeti (Discos la Produktiva 2017). La letra del tema hablaba del fraude original de Dawson y de otras falsedades, timos y trampas de la historia.